# Трансилванска равнина
Трансилванската равнина (на румънски: Câmpia Transilvanie; на унгарски: Mezőség) е етногеографски район в Трансилвания, Румъния, разположен между реките Сомеш и Муреш.

## География и история
Въпреки името си Трансилванската равнина се характеризира с хълмист релеф и е обградена от широката планинска верига Карпати с техните много стръмни склонове. Tрадиционно гориста местност, в която значителна част от гората е изсечена през годините и се използва като обработваема земя или за паша. Регионът може да се раздели на две части: хълмист североизток и равнинен югозапад. През средновековието Трансилванската равнина е сред първите територии, окупирани от завладяващите маджари. Днес населението е предимно от унгарци и румънци, като повечето от последните, живеещи в североизточната част, до голяма степен имигрират между 1945 и 1992 г.

## Администрация и култура
Някои по-важни селски общински центъра в Трансилванската равнина са Сик с бившата солна мина, а също така Мочу, Жуку, Банд, Суату и Унгураш. Старомодната, но богата битова и музикална култура на около 300 унгарско-секейски, румънски и саксонски селища се дължи на преплитането и взаимодействието между тях, като този район на Трансилвания е запазил най-много от трансилванското възрожденско и бароково наследство. Един от най-значимите музикални центрове в Югозападна Трансилвания е Маджарпалатка, в която живеят цели цигански музикални династии. Трансилванското фолклорно изкуство се съхранява от фондация „Золтан Калос“, която организира летен фолклорен танцов и музикален фестивал.
Реформистката църква в Трансилвания притежава много протестантски унгарски и саксонски храмове. Най-значимият паметник на района е евангелската църква в романски стил на Херина. Готически църкви са изградени в около двадесет населени места. Саксонските крепости са построени в готически стил, които осигурявали защита на селяните при военни конфликти. В региона са родени:
- Габриел Бетлен, благородник,
- Шандор Рожа, известен престъпник,
- Гергей Понграц, политически активист.

## Изображения
- Реформистката църква в Беклян
- Замъкът Банфи (Бонцида)
- Реформистката църква с камбанария в Чеуашу де Къмпие
- Кръстопътният замък Банфи
- Реформистката църква в Къмпеница
- Замъкът Корнис в Манастиря, Клуж
- Замъкът Войводени
- Реформистката църква в Херина